# Centrismo radical
Los términos centrismo radical, centro radical y extremo centro se refieren a una filosofía política que surgió en los países occidentales, especialmente en Estados Unidos y el Reino Unido, en el último tercio del siglo XX. En un principio se definió de muchas maneras pero a comienzos del siglo XXI aparecieron una serie de textos y think tanks que le dieron a esta filosofía una forma más desarrollada.
El término «radical» se refiere a una disposición por parte de la mayoría de los centristas para exigir una reforma fundamental de las instituciones. El «centrismo» se refiere a la creencia de que las soluciones genuinas exigen realismo y pragmatismo, no solo idealismo y emoción. De este modo un texto centrista radical define al centrismo radical como «idealismo sin ilusiones».
La mayoría de los centristas radicales toman prestado lo que ven como buenas ideas de izquierda, derecha, y cualquier otro lugar donde se puedan encontrar, a menudo fusionándolas. Asimismo, apoyan soluciones para problemas sociales basadas en una economía de mercado con una fuerte vigilancia gubernamental en el interés público. También apoyan el aumento de la interacción global y el desarrollo de una potenciada clase media en países en desarrollo. Muchos centristas radicales trabajan dentro de los mayores partidos políticos pero también apoyan iniciativas y candidatos de partidos independientes.
La crítica a las políticas y estrategias de los centristas radicales han crecido conforme esta filosofía política se ha desarrollado. Una crítica común es que las mencionadas políticas son solo ligeramente diferentes a las del centrismo convencional. Otra crítica es que el centrista se inclina fuertemente hacia los llamados "terceros partidos", esta en especial es ingenua y contraproducente. Algunos observadores ven a esta corriente principalmente como un proceso de diálogo catalizador y pensamiento fresco entre personas y grupos polarizados.

## Influencias y precursores

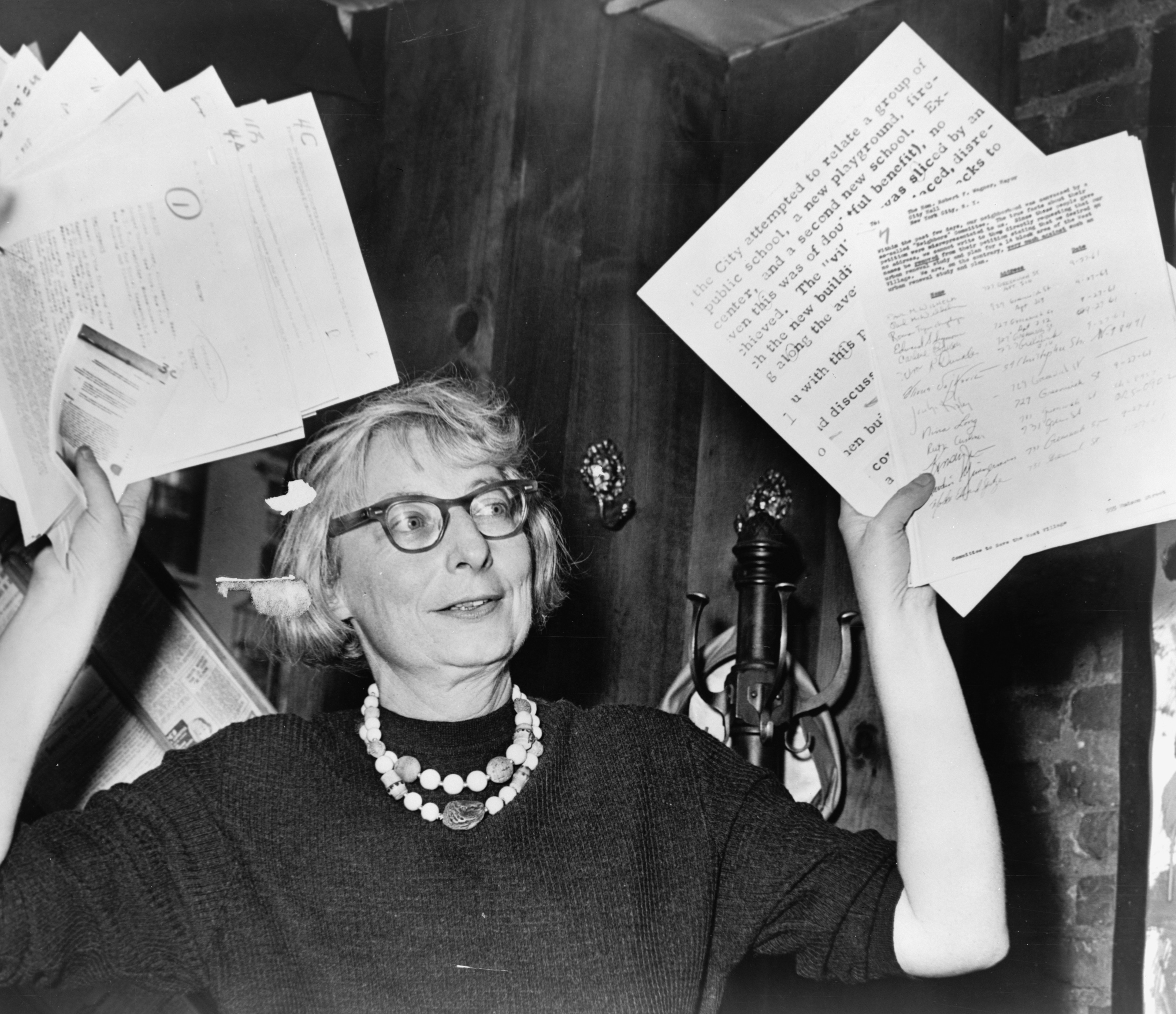
Teórica urbana y activista Jane Jacobs (1916-2006) en 1961, ha sido descrita como "proto-radical de centro".

Algunas influencias en la filosofía política de centro no son directamente políticas. Robert C. Solomon, un filósofo con intereses radicales centristas, identifica algunos conceptos filosóficos que apoyan el balance, reconciliación o síntesis, incluyendo: el concepto de ren de Confucio, el concepto de significado de Aristóteles, el humanismo de Erasmo y Montaigne, la visión evolucionaria de la historia de Vico, el pragmatismo de William James y John Dewey, y la integración de los opuestos de Aurobindo Ghose.
Sin embargo, las influencias y precursores que se citan comúnmente son del campo político. Por ejemplo el político centrista radical británico Nick Clegg se considera a sí mismo legítimo heredero del teórico político John Stuart Mill, del primer ministro liberal David Lloyd George, del economista John Maynard Keynes, del reformador social William Beveridge, y del líder del partido liberal Jo Grimond. En su libro Independent Nation (2004), John Avlon aborda el tema de los precursores del centro político estadounidense del siglo 21, incluyendo al presidente Theodore Roosevelt, el juez de la suprema corte Earl Warren, el senador Daniel Patrick Moynihan, la senadora Margaret Chase Smith y el senador afroamericano Edward W. Brooke. El escritor centrista radical Mark Satin se inclina hacia influencias políticas fuera de la arena electoral, incluyendo al pensador communitario Amitai Etzioni, el editor de revistas Charles Peters, el teórico de administración Peter Drucker, la teórica de planificación urbana Jane Jacobs, y de los futuristas Heidi y Alvin Toffler. Satin llama a Benjamin Franklin el padre fundador radical de centro favorito debido a que era "extraordinariamente practico", "extraordinariamente creativo", y se las arregló para "hacer que las facciones en guerra y los egos heridos en laconvención constitucional de Estados Unidos dejaran a un lado sus diferencias".

## Trabajo preliminar de finales delsigloXX

### Definiciones iniciales
Uno de los primeros usos del término "centro radical" en el contexto político se presentó en 1962, cuando el caricaturista Jules Feiffer lo empleo para mofarse de lo que el percibió como la tímida y pretenciosa perspectiva de la clase política americana. Una de las primeras personas en acuñar una definición positiva fue Renata Adler, miembro del personal de redacción para The New Yorker. En la introducción de su segunda colección de ensayos, Hacia un centro radical(Toward a Radical Middle) (1969), ella presenta el centrismo radical como un "radicalismo sanador". El ensayo rechaza la postura violenta y retórica de la década de los 60, en favor de valores tan "anticuados" como la "razón, decencia, prosperidad, dignidad humana , y el contacto humano". Ella emitió un llamado para la "reconciliación" de la clase trabajadora blanca y los afroamericanos.
En la década de los 70, el sociólogo Donald I. Warren describió que el cetro radical estaba conformado por esos "radicales americanos de centro" que desconfiaban del gobierno, los medios nacionales, los académicos, así como de la gente rica y las "corporaciones depredadoras". Aunque ellos podían votar por Demócratas o Republicanos, o por populistas como George Wallace, ellos se sentían políticamente desamparados y estaban en busca de líderes que se preocuparan por sus intereses.

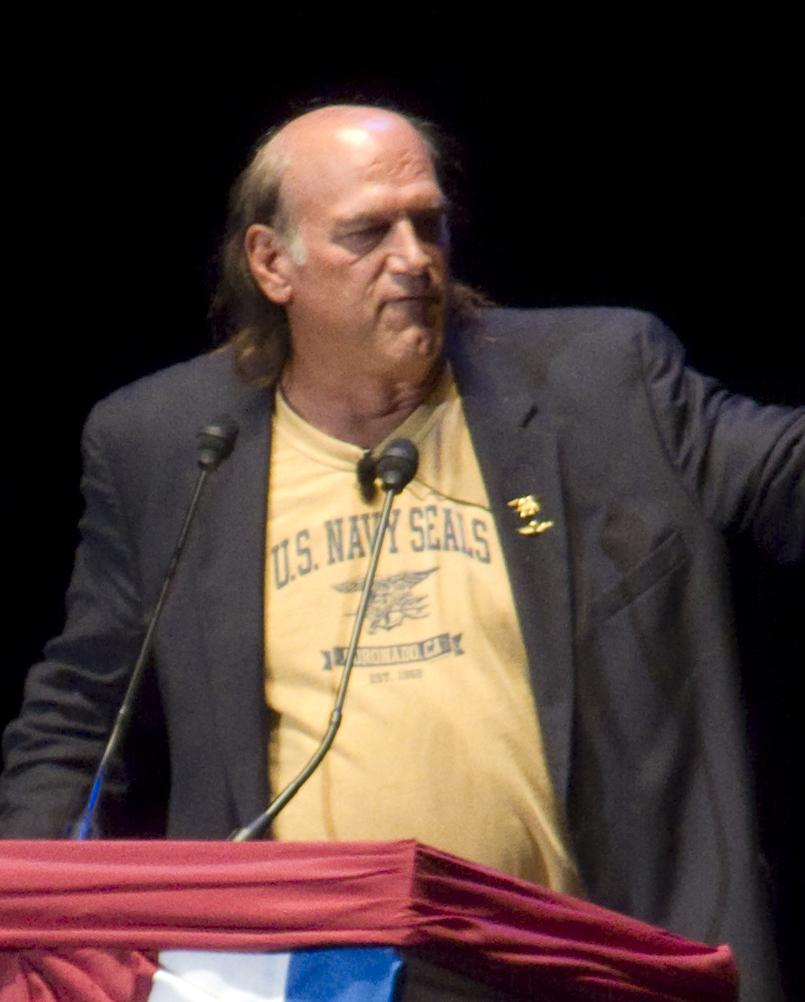
El exgobernador del Independence Party of Minnesota, Jesse Ventura, ayudó a definir el centrismo radical en los años 90.

En las décadas de 1980 y 1990, muchos autores contribuyeron con sus concepciones del concepto de centro radical. Por ejemplo, la futurista Marilyn Ferguson le agregó una dimensión holística cuando dijo, "El centro radical ... no es neutral, no es el centro del camino sino una visión completa del mismo". El sociólogo Alan Wolfe encontró la parte creativa del espectro político en el centro: "Los extremos de derecha e izquierda saben donde están parados, mientras que el centro provee lo original e inesperado". El teórico afroamericano Stanley Crouch causó la molestia de muchos pensadores políticos cuando se pronunció a sí mismo como un "pragmatista radical", explicando "afirmó que cualquier cosa que yo piense tiene la mejor oportunidad de funcionar, de ser inspiracional y sentimental y de razonar a través de ñas categorías de una falsa división y más allá del señuelo de raza".
Posteriormente, en la década de 1990, los independientes Jesse Ventura, Angus King, y Lowell Weicker se convirtieron en gobernadores de entidades de Estados Unidos. De acuerdo a John Avlon, ellos fueron pioneros en combinar prudencia fiscal y tolerancia social, lo que ha servido como modelo para la gobernancia centrista radical desde entonces. También desarrollaron un estilo característico; una combinación de "sentido común y un atractivo no ortodoxo".
En su influyente artículo de portada en Newsweek de 1995, "Acosando al centro radical"("Stalking the Radical Middle"), el periodista Joe Klein describe a los centristas radicales como más enojados y frustrados que los Demócratas y Republicanos convencionales. Él menciona que los de centro radical comparten 4 amplias metas: generar dinero a partir de la política, ajustar el presupuesto, restaurar la civilidad y buscar como hacer que el gobierno funcione mejor, de igual manera dice que sus intereses estaban impulsando "lo que se está convirtiendo en un movimiento intelectual significante, nada menos que un intento por reemplazar las nociones tradicionales de liberalismo conservadurismo".

### Diferencias con la "Tercera vía" ("Third Way")
En 1998, el sociólogo inglés Anthony Giddens planteó que el centro radical es sinónimo de la "tercera vía". Para Giddens, un consejero del ex primer ministro británico Tony Blair, y para muchos otros actores políticos de Europa, la tercer vía es una forma reconstituida de la socialdemocracia.
Gran parte de los pensadores radicales de centro no equiparan al centrismo radical con la tercera vía. En Inglaterra, muchos no se ven a sí mismos como socialdemócratas. De una manera más prominente, el político radical de centro británico Nick Clegg ha aclarado que no se considera el heredero o sucesor de Tony Blair, y Richard Reeves, consejero durante mucho tiempo de Clegg, ya que rechaza enfáticamente la socialdemocracia.
En los Estados Unidos, la situación es diferente debido a que el término tercera vía fue adoptado por el Consejo de liderazgo democrático y otros Demócratas moderados. Sin embargo, la mayoría de los centristas radicales estadounidenses también evitan el término. La introducción de Ted Halstead y Michael Lind a la política radical de centro no lo menciona y Lind acusa a los Demócratas moderados organizados de aliarse con el "centro derecho" y Wall Street. Los centristas radicales han expresado consternación hacia lo que ellos ven como la"división de las diferencias" ("split[ting] the difference"), "triangulación", y otras supuestas prácticas de lo que algunos llaman el "centro sentimental" ("mushy middle").

## Perspectivas delsigloXXI

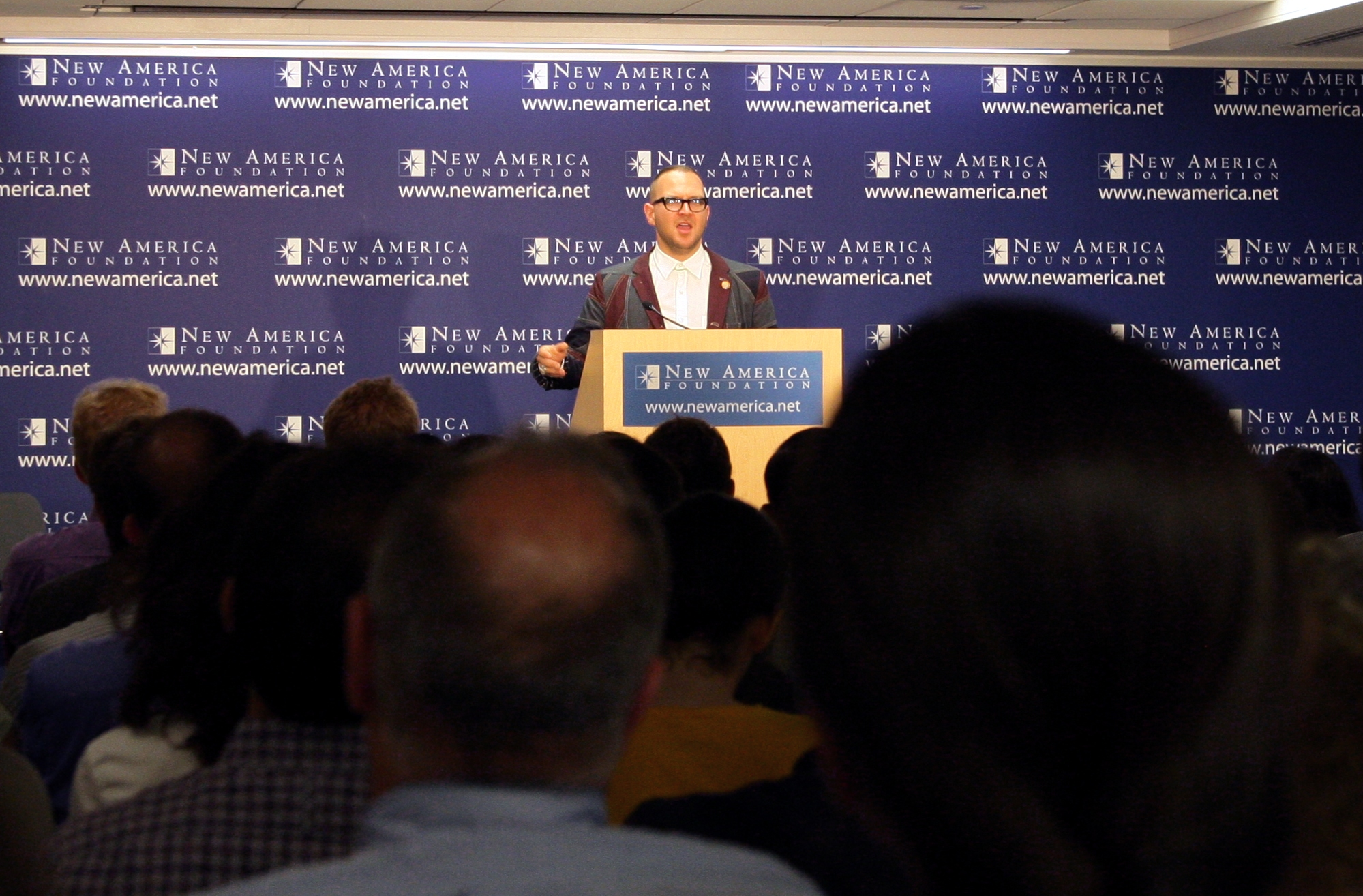
La New America Foundation fue fundada por los autores Ted Halstead y Michael Lind para traer el centrismo radical a Washington, D.C.

Los primeros años del siglo veintiuno vieron la publicación de cuatro introducciones a la política radical de centro: The Radical Center (2001) de Ted Halstead y Michael Lind , The Two Percent Solution (2003) de Matthew Miller , Independent Nation (2004) de John Avlon y Radical Middle (2004) de Mark Satin. Estos libros pretendían llevar el concepto de centrismo radical más allá de la etapa de "ademanes cautelosos" y observación periodística además de definirla como una filosofía política.
Los autores llegaron a su cometido desde diversos trasfondos políticos: Avlon ha escrito los discursos para el alcalde republicano neoyorquino Rudolph Giuliani; Miller ha sido un consultor de negocios antes de servir en la oficina de presupuesto del presidente Bill Clinton; Lind ha sido un exponente del estilo "nacional liberalista" del presiden Harry Truman; Halstead had run a think tank called Redefining Progress; and Satin had co-drafted the U.S. Green Party's foundational political statement, "Ten Key Values" There is, however, a generational bond: all these authors were between 31 and 41 years of age when their books were published (except for Satin, who was nearing 60).
Mientras que los cuatro libros no hablan con una sola voz, entre ellos se expresan supuestos, análisis, políticas y estrategias que ayudaron a crear parámetros para el centrismo radical como una filosofía del siglo 21:

### Supuestos
- Nuestros problemas no se pueden resolver jugando con los marcadores; reformas substanciales se necesitan en diversas áreas.[60][61]
- Para resolver nuestros problemas no se requieren infusiones masivas de dinero.[30][62]
- Sin embargo, la resolución de nuestras problemáticas necesitara las mejores ideas de izquierda y derecha y de cualquier lado donde se puedan encontrar.[4][63]
- También requerirá de ideas creativas y originales – pensar fuera de la caja.[64][65][66]
- Tal pensamiento no puede estar separado del mundo como lo esta, o de entendimientos templados de la naturaleza humana. Una mezcla de idealismo y realismo es necesaria.[67] "Idealismo sin realismo es impotente", dice John Avlon. "Realismo sin idealismo está vacío".[4]

### Análisis
- Norte América y Europa occidental han entrado a la economía era de la información, con nuevas posibilidades que apenas están siendo aprovechadas.[68][69]
- En esta nueva era de pluralidad, las personas no son ni liberales ni conservadoras sino independentes[70] y buscan avanzar hacia una dirección correcta.[71]
- No obstante, los mayores partidos políticos están comprometidos con ideas desarrolladas en y para otros tiempos; y son renuentes o incapaces para afrontar el futuro.[72][73]
- La mayor parte de las personas en el era de la información desean maximizar las posibilidades de elección que tienen sobre sus vidas.[74][75]
- Además , las personas están insistiendo en que se les debería dar una oportunidad justa de triunfar en el nuevo mundo al que están entrando.[75][76]

### Políticas (en general)
- Un compromiso primordial hacia la responsabilidad fiscal,[30] incluso si conlleva la aplicación de programas sociales que pongan a prueba los medios para su realización.[77][78]
- Un compromiso primordial hacia la reforma de la educación pública, ya sea para hacer más uniforme el gasto en distritos escolares,[79] ofreciendo elección escolar,[80] contratando mejores maestros,[81] o ayudar a que los directores y maestros actuales sean mejores.[82]
- Compromiso con soluciones basadas en una economía de mercado para los sectores salud, energético, ambiental, etc., con tal que las soluciones sean cuidadosamente reguladas por el gobierno para que sean de utilidad para el bien público.[83][84] El objetivo de esta política, dice Matthew Miller, es el de "aprovechar las fuerzas del mercado para propósitos públicos"("harness market forces for public purposes").[7]
- Compromiso de proveer empleos para todo el que este dispuesto a trabajar, ya sea subsidiándolos en el sector privado[85] o creándolos en el público.[86]
- Un compromiso de acción basado en necesidades y no en competencia;[87][88] de una manera más general, un compromiso con ideales de competencia neutral.[89]
- El compromiso de participar en instituciones y procesos de gobernanza mundial y de ser de genuina asistencia a para personas en países en desarrollo.[8][90]

### Estrategia
- Una nueva mayoría política puede ser construida, ya sea que sea vista como compuesta ampliamente por políticos independientes de Avlon,[91] "personas que se interesan en el cuidado" de Satin ("caring persons"),[92] individuoas pragmáticos y balanceados de Miller,[63] o la tríada de votantes descontentos de Halstead and Lind's, líderes de negocios iluminados y gente joven.[93]
- El liderazgo nacional político es importante; el activismo local y sin fines de lucro no son suficientes.[94][95]
- Reformas en procesos políticos también son importantes – por ejemplo, implementar un sistema de segunda vuelta instantánea en las elecciones y proveer de tiempo gratis en los medios a los candidatos.[96][97]
- Un partido radical de centro debería ser creado, asumiendo que uno de los partidos más importantes no puede simplemente ser controlado por pensadores y activistas radicales de centro.[73][nb 12]
- Mientras esto ocurre, las candidaturas de un particular independiente, un partido dominante, o de un partido pequeño deberían ser apoyadas.[9][99]

## Creación y diseminación de la idea
Con la publicación de 4 perspectivas de las políticas de centro radicales, la primera parte del siglo veintiuno vio un crecimiento en la creación y diseminación de ideas de políticas de carácter radical centrista.

### "Think tanks" y los medios masivos

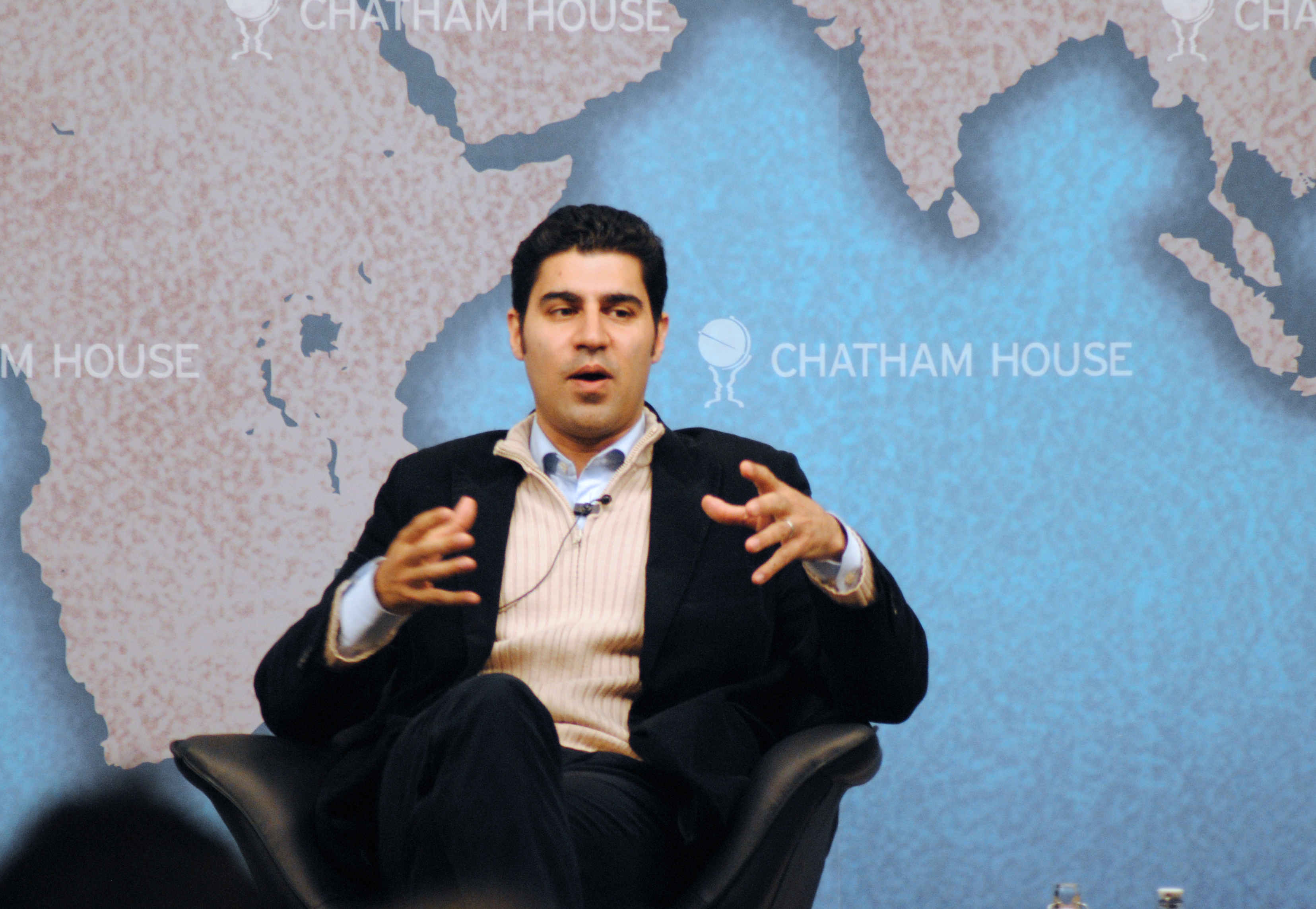
Parag Khanna, investigador sénior en la New America Foundation, habla sobre su libro How to Run the World.

Un gran número de think tanks están desarrollando más a fondo ideas radicales de centro de lo que se hizo en los libros de perspectiva presentados anteriormente. Entre ellos se encuentraDemos, en Inglaterra; el Cape York Institute for Policy and Leadership, en Australia; y la New America Foundation, en los Estados Unidos. La New America Foundation fue fundada por los autores Ted Halstead, Michael Lind, y otros dos, para traer ideas radicales de centro a Washington D. C. así como periodistas e investigadores de políticas.
Una perspectiva centrista radical puede encontrarse también en publicaciones de gran importancia. En los Estados Unidos, por ejemplo, The Washington Monthly fue iniciado por el centrista radical temprano Charles Peters, y muchas revistas de alta circulación publican artículos escritos por becarios de la New America Foundation. Columnistas que escriben desde una perspectiva radical de centro incluyen a John Avlon en The Newsweek Daily Beast Company, Thomas Friedman en The New York Times, Joe Klein en Time magazine, y Matthew Miller en The Washington Post.
En Gran Bretaña, la revista de noticias The Economist se posiciona a sí misma como centrista radical. Un ("líder") editorial declaró en 2012, enfáticamente, "Una nueva forma de políticas radicales de centro es necesaria para acabar la desigualdad sin afectar el crecimiento económico." Un ensayo en sitio web de The Economist el siguiente año, introducido por el editor, argumenta que la revista siempre ha "venido ... de lo que nos gusta llamar centro radical".

### Libros en temas específicos
Muchos libros están ofreciendo propuestas de perspectivas y políticas radicales de centro en temas específicos. Algunos ejemplos:
Política exterior. En Ethical Realism (2006), el liberal británico Anatol Lieven y el conservador estadounidense John Hulsman abogan por una política exterior basada en modestia, principios y en vernos como otros nos ven.
Medio ambiente. En Break Through (2007), los estrategas medioambientales Ted Nordhaus y Michael Shellenberger hacen un llamado para que los activistas se sientan más cómodos con el pragmatismo, la alta tecnología y las aspiraciones de grandeza humana.
Éxito por debajo de las expectativas entre las minorías. En Winning the Race (2005), el lingüista John McWhorter dice que la mayoría de los afroamericanos son afectados negativamente por el fenómeno cultural que él llama "alienación terapéutica".
Economía. En The Origin of Wealth (2006), Eric Beinhocker del Institute for New Economic Thinking retrata a la economía como un sistema de autorregulación evolucionaria dinámico pero imperfecto y sugiere políticas que podrían soportar la evolución socioeconómica benigna.
Relaciones internacionales. En How to Run the World (2011), El académico Parag Khanna argumenta que el emergente orden mundial no debería ser manejado de arriba hacia abajo, sino por un universo de actores del estado, empresariales e individuales sin fines de lucro que cooperen por su beneficio mutuo.
Definiendo a otros como enemigos. En The Righteous Mind (2012), el psicólogo Jonathan Haidt pretende explicar "por qué las buenas personas son divididas por la política y la religión".
Organización política. En Voice of the People (2008), el activista conservador Lawrence Chickering y el abogado liberal James Turner hacen un intento por sentar las bases del movimiento "transpartisan" a lo largo de los Estados Unidos.
Lo que otra persona puede hacer. En su autobiografía Radical Middle: Confessions of an Accidental Revolutionary (2010), el periodista sudafricano Denis Beckett trata de mostrar que una persona es capaz de hacer la diferencia en una situación en la que muchos considerarían sin esperanza.

## Ideas en acción

### Prólogo: Perot
Algunos comentaristas identifican la campaña presidencial de Ross Perot de 1992 como la primera campaña centro radical en Estados Unidos. Sin embargo muchos autores radicales centristas no les agrada Perot. Matthew Miller reconoce que Perot tuvo suficientes principios para apoyar la incursión de un impuesto a la gasolina, Halstead y Lind mencionan que él popularizó la idea de "balancear el presupuesto" y John Avlon dice que él aclaró la desconfianza popular en los extremos partidistas. Pero ninguno de esos autores examina las ideas o campaña de Perot a fondo y Mark Satin no lo menciona del todo.
Joe Klein se burla de uno de los errores de la campaña de Perot y dice que no fue una figura suficientemente substancial. Miller caracteriza a Perot como un rich, autofinanciado lobo solitario. En contraste, lo que la mayoría de los centristas radicales quieren en términos de acción política es la construcción de un movimiento sólido y aterrizado.
Alrededor de la década de 2010, los centristas radicales entraron en acción en una variedad de acciones en naciones de habla inglesa:

### Gran Bretaña

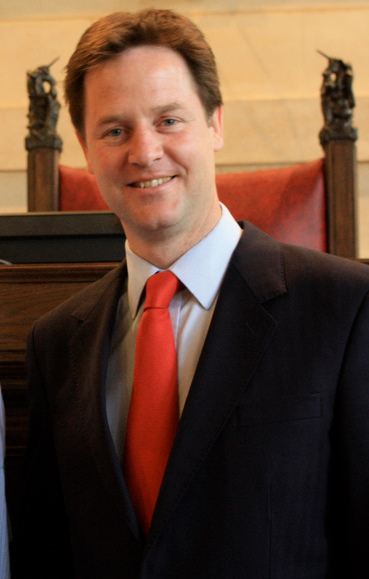
En la década de 2010, los abogados del centrismo radical incluyendo al líder aborigen australiano, Noel Pearson, y el político británico Nick Clegg (imagen).

Posterior a la elección de 2010, Nick Clegg, líder de los Demócratas Liberales (El "tercer partido" en Inglaterra), hizo que su partido entrar el Conservative – Liberal Democrat coalition agreement para formar un gobierno mayorista. En un discurso a los miembros del partido en la primavera de 2011, Clegg declaró que se consideraba a sí mismo y su partido como radicales de centro:
Para la izquierda, una obsesión con el estado. Para la derecha, una adoración al mercado. Pero como liberales, nosotros ponemos nuestra de en las personas. Personas con poder y oportunidad en sus manos. Nuestros oponentes tratan de dividirnos con sus anticuadas etiquetas de "izquierda y derecha". Pero nosotros no estamos en la izquierda y no estamos en la derecha, tenemos nuestra propia etiqueta: Liberal. Somos liberales y poseemos el dominio absoluto del terreno central de la política británica. Nuestra política es la política del centro radical.
En otoño de 2012, el consejero político de mucho tiempo de Clegg enunció las diferencias entre la identidad de Clegg como "liberal radical" y como socialdemócrata tradicional.

### Australia
En Australia, el abogado aborigen Noel Pearson es creando un movimiento explícitamente centrista radical entre los aborígenes. El movimiento busca más asistencia para el estado australiano pero también busca convencer a cada aborigen de tener más responsabilidad sobre sus vidas.

### Estados Unidos
En los Estados Unidos, el movimiento centrista radical está siendo desplazado de los medios nacionales. En 2010, por ejemplo, el columnista del The New York Times Thomas Friedman hizo un llamado para un " partido de Té del centro radical", un grupo de presión nacional organizado. En The Washington Post, el columnista Matthew Miller explicó "porque necesitabamos un "tercer partido" de centristas radicales".
En 2011 Friedman salió airoso sobre Americans Elect, un grupo insurgente de Demócratas centristas radicales, Republicanos e independientes que esperaban postular para la presidencia a un candidato independiente en 2012. Mientras tanto, Miller ofreció "El discurso de tercer partido que necesitamos". En su libro The Price of Civilization (2011), el economista de la Universidad de Columbia Jeffrey Sachs pidió la creación de un "Tercer partido" en E.U, una "Allianza por el centro radical".
Aunque ningún independiente de un "tercer partido" surgió en 2012, John Avlon enfatizó el hecho de que los que votan por independientes son la porción que más rápido crece.

## En el mundo
Ideas y actividades que son explícitamente radicales de centro en gran proporción se quedan confinadas en naciones de habla inglesa. No obstante, perspectivas políticas análogas están surgiendo en otras partes del mundo.
En India, por ejemplo, hay un interés en la perspectiva que algunas veces se llama "socio-capitalismo". En China, el "Nuevo Confucianismo" está haciendo su aparición.
Zack Taylor, especialista en conflictos de Europa y la Comunidad de Estados Independientes en el Programa de las Naciones Unidas para el Desarrollo, está convencido de que la desigualdad, elitismo, corrupción, y el favoritismo familiar y de amistad en cargos están orillando a muchos euroasiáticos hacia el "liberalismo constitucional– el cual Taylor llama "centro radical".

### Australia
En Australia, el abogado aborigen Noel Pearson está construyendo un movimiento centrista explícitamente radical entre los aborígenes. El movimiento busca más ayuda del estado australiano, pero también busca convencer a los aborígenes de que asuman más responsabilidad por sus vidas. Para la filósofa política Katherine Curchin, quien escribe en el Australian Journal of Political Science, Pearson intenta algo inusual y valioso: proyectar el debate público sobre las cuestiones indígenas en términos de la búsqueda de un centro radical. Ella dice que los métodos de Pearson tienen mucho en común con los de la democracia deliberativa.

### Brasil
A fines de la década de 2010, The Economist identificó a Marina Silva como una líder radical centrista emergente. Anteriormente miembro del izquierdista Partido de los Trabajadores, en 2017 había organizado un nuevo partido cuyas consignas incluían ecologismo, liberalismo y "política limpia". Ya había cumplido seis años como Ministra de Medio Ambiente y en 2010 fue candidata del Partido Verde a la presidencia de Brasil, terminando tercera con el 20% de los votos. El Partido Socialdemócrata, una ruptura de los demócratas fundada en 2011, es un partido centrista radical que se describe a sí mismo.

### Gran Bretaña
Después de las elecciones de 2010, Nick Clegg, entonces líder de los Demócratas Liberales (el tercer partido más grande de Gran Bretaña en ese momento), hizo que su partido firmara un acuerdo de coalición conservador-demócrata liberal para formar un gobierno de mayoría. En un discurso a los miembros del partido en la primavera de 2011, Clegg declaró que él y su partido se consideran centristas radicales: 
Para la izquierda, una obsesión por el Estado. Por la derecha, un culto al mercado. Pero como liberales, ponemos nuestra fe en las personas. Gente con poder y oportunidad en sus manos. Nuestros oponentes intentan dividirnos con sus etiquetas obsoletas de izquierda y derecha. Pero no estamos a la izquierda ni a la derecha. Tenemos nuestra propia etiqueta: Liberal. Somos liberales y poseemos el dominio absoluto del terreno central de la política británica. Nuestra política es la política del centro radical.
En el otoño de 2012, el asesor de políticas de Clegg desde hace mucho tiempo se refirió a las diferencias entre la identidad de Clegg como un "liberal radical" y la socialdemocracia tradicional. Afirmó que la concepción de Clegg del liberalismo rechazaba "el estatismo, el paternalismo, la insularidad y el igualitarismo estrecho".

### Canadá
A fines de la década de 1970, el primer ministro Pierre Elliott Trudeau afirmó que su Partido Liberal se adhirió al "centro radical". Una cosa que esto significa, dijo Trudeau, es que "a veces tenemos que luchar contra el estado". Paul Hellyer, quien sirvió en el primer gabinete de Trudeau y pasó más de medio siglo en la vida política canadiense, dijo en 2010, "Me han marcado como todo, desde la extrema izquierda hasta la extrema derecha. Me puse en el centro radical: aquel que busca soluciones a los problemas basados en principios básicos sin tener en cuenta la ideología. Creo que es el tipo de solución que el mundo necesita desesperadamente en un momento en que los cambios molestos o los ajustes finos no son lo suficientemente buenos ".
Justin Trudeau, primer ministro electo de Canadá en 2015, ha sido calificado de centrista radical por Stuart Trew del Centro Canadiense de Alternativas de Política, así como por la revista CounterPunch. Trew señala que tanto Justin Trudeau como su homólogo francés Emmanuel Macron son optimistas, redistribucionistas moderados, internacionalistas, feministas y buenos oyentes. Según Trew, la consulta es clave.

### Chile
En 2017, The Economist describió a Andrés Velasco Brañes como un naciente político centrista-radical. El economista, ministro de hacienda durante el primer gobierno de centro-izquierda de Michelle Bachelet, buscó la nominación como candidato presidencial por la Nueva Mayoría perdiendo contra ella. Tras entregar su completo apoyo a la candidatura de Michelle Bachelet Jeria colaboró con la creación del partido político Ciudadanos (Fuerza Pública). De acuerdo con The Economist, Velasco y sus colegas dicen apoyar la filosofía política liberal-igualitaria. Como Amartya Sen, ellos entienden la libertad no solo como ausencia de dominación sino también para-hacer y la oportunidad de cumplir el propio potencial. Como John Rawls, rechazan el énfasis de las izquierdas en la redistribución estatal en favor del igual trato para todos, con particular preocupación en la discriminación de clase y raza.

## Críticas
Ya antes del siglo XXI, algunos opinaban en contra de lo que ellos consideraban centrismo radical. En 1998, por ejemplo, la teórico político Belga Chantal Mouffe planteó que el ferviente y a menudo encarnizado conflicto entre la izquierda y derecha es una característica necesaria en cualquier democracia.

### Objeciones hacia las ideas y actitudes
Algunos argumentan que las ideas centristas radicales no son substancialmente diferentes de las ideas centristas convencionales. Por ejemplo, el economista estadounidense Robert Kuttner dice que ya existe un partido centrista radical–
"Se llama Demócratas". El teórico social Richard Kahlenberg menciona que el libro de Ted Halstead y Michael Lind Radical Center, en particular, es demasiado escéptico sobre las virtudes de los sindicatos y se enfoca demasiado en las virtudes del mercado.
En 2001, el crítico de medios Eric Alterman dijo que la New America Foundation no era liberal ni un think tank progresivo y que realmente no sabía que era.
Una parte de las ideas centristas radicalesson muy diferentes de las políticas actuales. Sam Tanenhaus, editor de The New York Times Book Review, llamó "utópicas" a las propuestas en el libro de Halstead y Lind. De acuerdo a Ed Kilgore, el director de política del Democratic Leadership Council, el libro de Mark Satin Radical Middle 
"Últimamente lo coloca en la arraigada tradición de reformadores estadounidenses idealistas que piensan que las personas que inteligentes y que no se ven comprometidas por restricciones políticas pueden cambiar todo".
El analista político James Joyner no piensa los estados de E.U que empleen non-partisan redistricting commissions implementen medidas que sean fiscalmente más responsables que los estados sin estas comisiones.

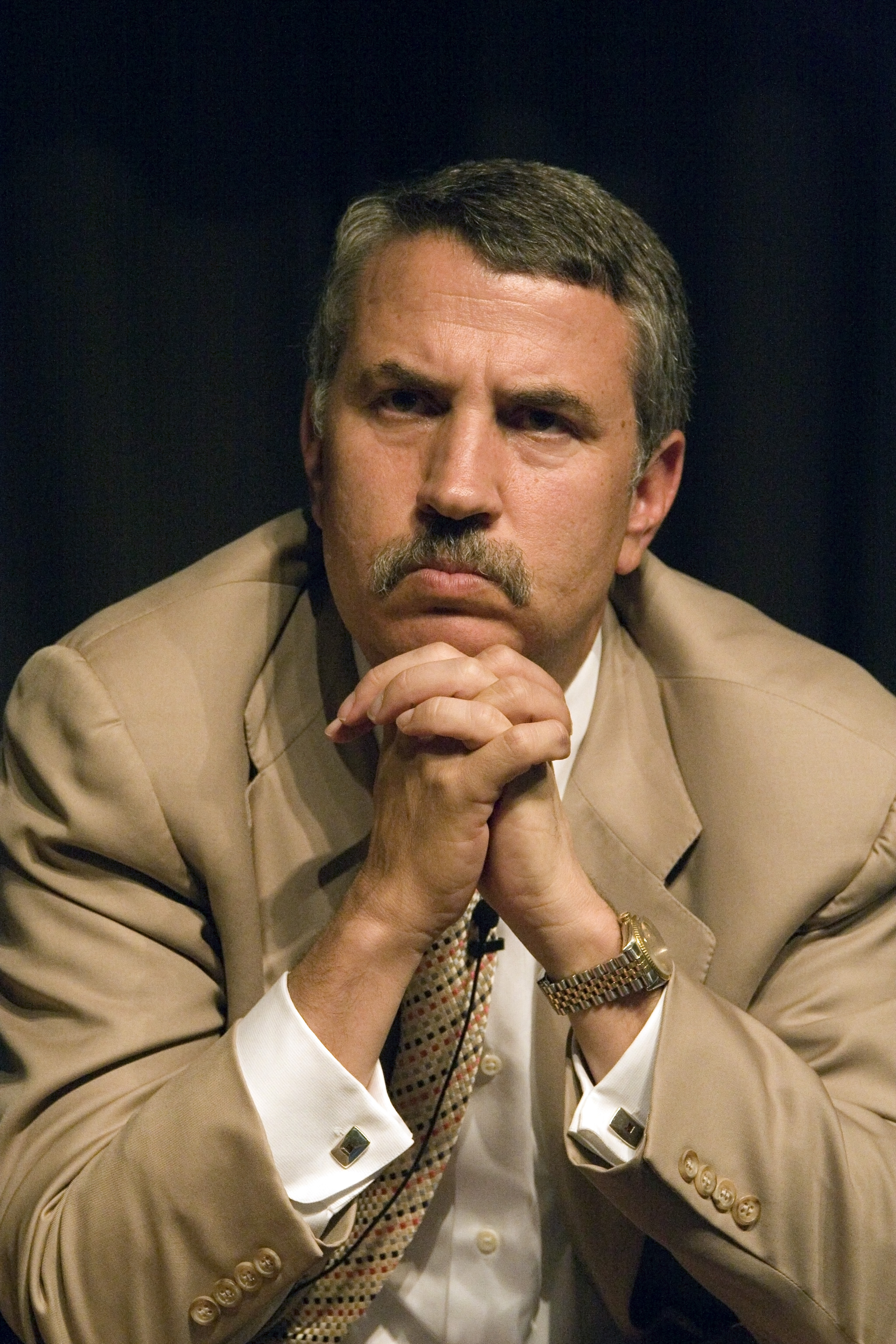
Las columnas de Thomas Friedman que apoyan al centrismo radical son el blanco preferido de los bloggers.

La actitudes radicales centristas también han sido criticadas. Por ejemplo, muchos bloggers han etiquetado las columnas de Thomas Friedman sobre el centrismo radical como elitistas y con mucha labia. El ex-luchado por la libertad sudafricano Duma Ndlovu encuentra "calidez" y "humanidad" en la autobiografía de Denis Beckett, Radical Middle, pero también encuentra "un poco de soberbia moral ... debido a que Denis no hace mal".

### Objeciones hacia estrategias
Se ha cuestionado la sabiduría de buscar un consenso, una relación post partido, o la reconciliación en la ´vida política. El científico político Jonathan Bernstein argumenta que la teoría democrática estadounidense del tiempo de James Madison, El Federalista n.º 10 (1787), se ha basado en el conocimiento de la facción impulsando el debate y no ve razón por la cual esto no deba cambiar ahora.
Otra parte de la población que opina al respecto siente que los centristas radicales están malinterpretando la situación política. Por ejemplo, el periodista conservador Ramesh Ponnuru dice que los liberales y conservadores son ideologiacamente opuestos a tales medidas radicales de centro como la limitación de derechos y el incremento de impuestos para cubrir los gastos nacionales. En cambio, los que se oponen son los votantes y las cosas cambiaran cuando ellos se convenzan de otra cosa.
La estrategia de "Tercer partido" favorecida por muchos centristas radicales ha sido criticada como impráctica y divisionaria. De acuerdo a estas críticas, lo que se necesita es: (a)una reforma del proceso legislativo y (b) que los candidatos en los partidos políticos existentes apoyen ideas radiales de centro. El vehículo específico de "tercer partido" favorecido por los radicales en 2012 – Americans Elect – fue criticado de igual forma como un "partido que se manejaba por el elitismo" apoyado por un "dudoso grupo de multimillonarios de Wall Street".
Después de pasar tiempo con una variedad de centristas radicales, el periodista Alec MacGillis concluyó que sus perspectivas son tan disparatadas que jamás podrían unirse para formar una organización política viables.

### Asuntos internos
Algunos centristas radicales menos que optimistas sobre su futuro. Un asunto es la cooptación. Por ejemplo, Michael Lind se preocupa de que lo que es entusiasmo por el término centro radical, en la parte de "árbitros de la sabiduría convencional", puede señalar un debilitamiento de la visión radical implícita en el término.
Otra preocupación es la pasión. John Avlon teme que algunos centristas no puedan resistir el encanto de los partidarios apasionados, a los que él llama "wingnuts". En contraste, Mark Satin se preocupa de que el centrismo radical, siendo "profundamente sensible", tiene una falta de "pasión que anima" – y afirma que jamás ha habido un movimiento político exitoso sin ella.

## Centrismo radical como diálogo y proceso

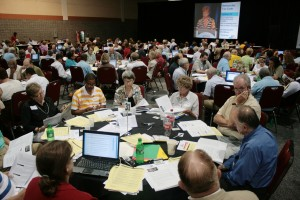
AmericaSpeaks es una de muchas organizaciones que impulsan el diálogo y el pensamiento fresco entre personas y grupos polarizados.

Algunos centristas radicales, tales como el mediador Mark Gerzon y el activista Joseph F. McCormick, ven al centrismo radical primordialmente como un compromiso con el proceso. Su enfoque es el de facilitar procesos de diálogo estructurado entre los estratificados grupos y personas, desde el nivel de vecindario hacia arriba. Un objetivo esencial es le de permitir que los que participan en el diálogo propongan nuevas perspectivas y soluciones que aborden los intereses base de cada uno de los partidos. Tanto el ecologista Gary Nabhan como el autor de Onward Christian Athletes Tom Krattenmaker hablan del centro radical como ese espacio metafórico donde tal diálogo e innovación pueden ocurrir.
Organizaciones que busquen fomentar el diálogo e innovación en diversas personas y groupos incluyen: AmericaSpeaks, National Issues Forums, y Search for Common Ground. la ciudad de Portland, Oregón, se ha caracterizado como "centro radical" en el periódico USA Today debido a que muchos grupos ex-antagonistas son acusados de estar diálogando, aprendiendo y trabajando uno con otro.

## Para lectura posterior

### De la década de 1990
- Coyle, Diane (1997). The Weightless World: Strategies for Managing the Digital Economy. Massachusetts Institute of Technology Press. ISBN 978-0-262-03259-9.
- Esty, Daniel C.; Chertow, Marian, eds. (1997). Thinking Ecologically: The Next Generation of Ecological Policy. Yale University Press. ISBN 978-0-300-07303-4.
- Penny, Tim; Garrett, Major (1998). The 15 Biggest Lies in Politics. St. Martin's Press. ISBN 978-0-312-18294-5.
- Sider, Ronald J. (1999). Just Generosity: A New Vision for Overcoming Poverty in America. Baker Books. ISBN 978-0-8010-6613-9.
- Ventura, Jesse (2000). I Ain't Got Time to Bleed: Reworking the Body Politic from the Bottom Up. New York: Signet. ISBN 0-451-20086-1.
- Wolfe, Alan (1998). One Nation, After All: What Middle-Class Americans Really Think. Viking. ISBN 978-0-670-87677-8.

### De la década del 2000
- Anderson, Walter Truett (2001). All Connected Now: Life in the First Global Civilization. Westview Press. ISBN 978-0-8133-3937-5.
- Florida, Richard (2002). The Rise of the Creative Class: And How It's Transforming Work, Leisure, Community and Everyday Life. Basic Books. ISBN 978-0-465-02476-6.
- Lukes, Steven (2009). The Curious Enlightenment of Professor Caritat: A Novel of Ideas. Verso Books, 2nd ed. ISBN 978-1-84467-369-8.
- Miller, Matt (2009). The Tyranny of Dead Ideas: Letting Go of the Old Ways of Thinking to Unleash a New Prosperity. Henry Holt and Company. ISBN 978-0-8050-9150-2.
- Penner, Rudolph; Sawhill, Isabel; Taylor, Timothy (2000). Updating America's Social Contract: Economic Growth and Opportunity in the New Century. W. W. Norton and Co., Chap. 1 ("An Agenda for the Radical Middle"). ISBN 978-0-393-97579-6.
- Wexler, David B.; Winick, Bruce, eds. (2003). Judging in a Therapeutic Key: Therapeutic Justice and the Courts. Carolina Academic Press. ISBN 978-0-89089-408-8.
- Whitman, Christine Todd (2005). It's My Party, Too: The Battle for the Heart of the GOP and the Future of America. The Penguin Press, Chap. 7 ("A Time for Radical Moderates"). ISBN 978-1-59420-040-3.

### De la década del 2010
- Brock, H. Woody (2012). American Gridlock: Why the Right and Left Are Both Wrong. John Wiley & Sons. ISBN 978-0-470-63892-7.
- Edwards, Mickey (2012). The Parties Versus the People: How to Turn Republicans and Democrats Into Americans. Yale University Press. ISBN 978-0-300-18456-3.
- Pearson, Noel (2011). Up From the Mission: Selected Writings. Black Inc. 2nd ed. Part Four ("The Quest for a Radical Centre"). ISBN 978-1-86395-520-1.
- Salit, Jacqueline S. (2012). Independents Rising: Outsider Movements, Third Parties, and the Struggle for a Post-Partisan America. Palgrave Macmillan. ISBN 978-0-230-33912-5.

|}

### Organizaciones
- AmericaSpeaks Archivado el 23 de febrero de 2011 en Wayback Machine. – U.S. dialogues
- Breakthrough Institute – U.S. think tank
- Cape York Institute for Policy & Leadership – Australian think tank
- Centre Forum – U.K. think tank
- Centrist Project – U.S. poliical group
- Demos – U.K. think tank
- National Issues Forums – U.S. dialogues
- New America Foundation – U.S. think tank
- No Labels – U.S. political group
- Search for Common Ground – global dialogues

### Weblogs de opinión
- CenterLine – Charles Wheelan
- James Fallows blog – James Fallows
- John Avlon: My Columns – John Avlon
- Matt Miller Online – Matt Miller
- The Moderate Voice – multiple sources
- New America Blogs – directory of weblogs from New America Foundation's projects
- Radical Middle Newsletter – Mark Satin
- The Washington Note – Steve Clemons

### Manifiestos en orden cronológico
- "Road to Generational Equity" – Tim Penny, Richard Lamm, and Paul Tsongas (1995) visto 2 de octubre de 2012.
- "Invitation to Join the Radical Center" – Gary Paul Nabhan et al (2003) visto 2 de marzo de 2013.
- "The Cape York Agenda" – Noel Pearson (2005) visto 2 de octubre de 2012.
- "Ten Big Ideas for a New America" – New America Foundation (2007) visto 2 de octubre de 2012.
- "The Liberal Moment Archivado el 23 de septiembre de 2015 en Wayback Machine." – Nick Clegg (2009) visto 2 de octubre de 2012.

- Datos: Q3448005